# Dominio emoji
Un dominio emoji es un nombre de dominio  con un emoji en él, por ejemplo www.😉.tld.

## Función
Para que un dominio emoji funcione, debe convertirse en el denominado "Punycode".  Punycode es un método de codificación de caracteres utilizado para los nombres de dominio internacionalizados (IDN).  Esta representación se utiliza al registrar dominios que contienen caracteres especiales.  La representación ASCII comienza con el prefijo "xn--" y va seguida del nombre de dominio que contiene emoji codificado como Punycode, por ejemplo "xn--i-7iq". 
Cada emoji tiene una única representación Punycode.  Por ejemplo, "😉" en un IDN está representado tan "xn--n28h".  Hay varios generadores en el Internet que permiten convertir emoji a Punycode y visceversa.

## Disponibilidad e inscripción
La disponibilidad de dominios emoji es limitada.  En agosto de 2017, hay ocho dominios de nivel superior para los cuales es posible el registro, todos los cuales son ccTLD : .cf , .fm , .ga , .gq , .ml , .tk , .to y .ws . [cita requerida]
El registro de un dominio emoji puede ser más difícil que con los nombres de dominio normales usando solo caracteres ASCII , ya que a veces no es posible ingresar emoji en los formularios de registro en línea de los registradores de nombres de dominio , y en su lugar se debe ingresar la representación de Punycode . 

## Historia
Los primeros tres dominios emoji se crearon el 19 de abril de 2001: ♨️.com (xn--j6h.com), ♨️.net (xn--j6h.net) y ☮️.com (xn--v4h.com ).  Cabel Sasser de Panic creó 💩.la (xn--ls8h.la), "El primer dominio Emoji del mundo", el 13 de abril de 2011.  En febrero de 2015, Coca-Cola usó un nombre de dominio que contenía un emoji sonriente en una campaña publicitaria dirigida a usuarios de dispositivos móviles en Puerto Rico.
El 15 de agosto de 2017, Register.TO comenzó a respaldar el registro de dominios emoji. 
A partir de 2018, hay aproximadamente 25,000 dominios de emoji registrados en el TLD .ws .
El 29 de marzo de 2018, .fm (Micronesia) comenzó a permitir el registro de dominios emoji.

## Problemas
El soporte entre los registradores de nombres de dominio para dominios emoji es limitado.
Otro problema es que los emojis pueden verse diferentes según el sistema operativo, las aplicaciones y las fuentes utilizadas.  No todos los navegadores soportan dominios emoji.  En Google Chrome y Firefox , los emoji se muestran como Punycode en la barra de direcciones.  En Safari , por otro lado, los emoji son visibles en la barra de direcciones.  Los dominios Emoji también se muestran como tales en los resultados de búsqueda de Google y Bing.
También hay problemas con el uso de dominios emoji en las redes sociales.  Si bien están bien soportados en Twitter y LinkedIn , Facebook e Instagram imponen serias restricciones.
Actualmente, solo se admite la codificación Punycode en los dominios de correo electrónico, como en "mail@xn--n28h.tld". [cita requerida]

## Subdominios emoji
Los subdominios emoji son como los subdominios normales, excepto que comienzan con emoji.  Los subdominios emoji son posibles con muchos TLD populares, incluido .com.  Al igual que con cualquier otro dominio emoji, los subdominios emoji se deben convertir en Punycode y luego se pueden usar como subdominios regulares.  Por lo tanto, combinaciones de dominio como 👍.website.tld (xn - yp8h.website.tld) son posibles.  Esto permite una amplia gama de dominios emoji fuera de los ccTLD.